# Sabiniano Magno

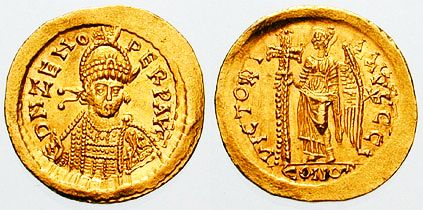
Soldo de Zenão (r. 474–475; 476–491)

Sabiniano Magno (em latim: Sabinianus Magnus; m. 481) foi um oficial militar bizantino do século V, ativo sob o imperador Zenão (r. 474–475; 476–491). Era pai do também oficial Sabiniano. Ele é citado pela primeira vez em 479, quando recebeu de Adramâncio o posto de mestre dos soldados da Ilíria em Edessa, provavelmente em substituição a Onulfo. Nessa posição, dificultou as negociações entre Adramâncio e o rebelde Teodorico, o Grande ao se recusar a jurar, sobre pretextos religiosos, que reféns estariam ilesos. Além disso, Sabiniano atacou a retaguarda gótica liderada por Teodimundo, conseguindo matar vários godos e capturar suas carroças.
Depois de sua vitória, Sabiniano partiu para Licnido e com o prefeito pretoriano do Oriente João enviou um relatório ao imperador no qual sugeriu que a guerra contra Teodorico prosseguisse, conselho que Zenão aceitou. Sua presença no conflito inibiu que Teodorico lançasse uma invasão à Grécia. Entretanto, em 481, Sabiniano foi assassinado sob ordens do imperador bizantino. Segundo Conde Marcelino, ele era um militar severo que fora disciplinado segundo a antiga escola militar romana. Para ele, Sabiniano era guardião do Estado romano e lamenta por ele ter morrido antes de concluir seu objetivo.